# Пушовце
Пушовце (словац. Pušovce) — село в Словаччині, Пряшівському окрузі Пряшівського краю. Розташоване в північній частині східної Словаччини, на південній межі Низьких Бескидів.
Уперше згадується у 1352 році.

## Культурні пам'ятки
У селі є римо—католицький костел з 1812 року, перебудований із старої каплиці з 1798 року.

## Населення
| Рік:            | 1994. | 2004.   | 2014.   | 2024.   |
| --------------- | ----- | ------- | ------- | ------- |
| Кількість осіб: | 528   | 549     | 527     | 563     |
| Різниця:        |       | +3,97 % | -4,00 % | +6,83 % |

| Рік:            | 2023. | 2024.   |
| --------------- | ----- | ------- |
| Кількість осіб: | 545   | 563     |
| Різниця:        |       | +3,30 % |

У селі проживає 533 особи.

## Географія
Протікає річка Ладянка.